# Ambon (città)
Ambon (in italiano Ambòina) è una città di circa 347 000 abitanti dell'Indonesia situata nell'isola omonima dell'arcipelago delle Molucche, nel mar di Banda. 
La città, capoluogo della provincia delle Molucche, è divisa in cinque distretti (Nusaniwe, Sirimau, Teluk Ambon, Baguala e Leitimur Selatan) e possiede un porto, un aeroporto e varie università: l'Università di Pattimura, che è statale, e l'Università Terbuka e l'Università Kristen Indonesia Maluku, private. È sede della diocesi di Amboina della Chiesa cattolica.

## Geografia fisica
La città di Ambon sorge sull'istmo di Bagoeala, una sottile striscia di terra che congiunge le due penisole montuose (Leitimor, meno estesa, a Sud e Hitoe a Nord), che costituiscono l'omonima isola.

## Storia

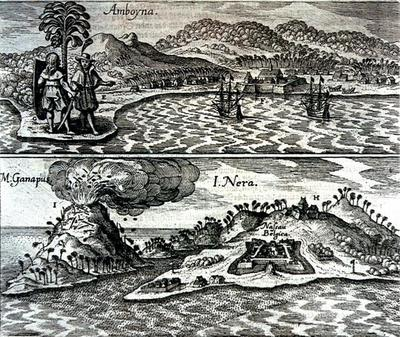

La città fu fondata nel 1521 dai Portoghesi come mercato per il commercio delle spezie, poco tempo dopo la spedizione di Francisco Serrão del 1512. I portoghesi tuttavia non riuscirono mai a controllare completamente l'isola di Ambon. Nel 1605 fu conquistata da Steven van der Hagen e passò agli Olandesi, e la Compagnia olandese delle Indie orientali ne fece la capitale dei possedimenti fino al 1619, quando la sede fu trasferita a Batavia, l'odierna Giacarta. Durante le guerre napoleoniche (dal 1796 al 1802, e dal 1810 al 1814) fu occupata dagli Inglesi; poi tornò agli Olandesi.
Ancora nel XX secolo Ambon era sede di un'importante base militare olandese. Durante la seconda guerra mondiale Ambon fu strappata alle forze alleate dalle forze giapponesi al termine della battaglia di Ambon (1942). La battaglia fu seguita dall'esecuzione sommaria di oltre 300 prigionieri di guerra Alleati. Dopo la dichiarazione di indipendenza dell'Indonesia (1945) Ambon ha conosciuto tensioni politiche, etniche e religiose e diventò la capitale della Repubblica delle Molucche del Sud.